# Guerras de Appenzell
As Guerras de Appenzell (Alemão: Appenzeller Kriege) foi uma série de conflitos que ocorreram entre 1401 e 1429 na região helvética de Appenzell. Os conflitos resultaram da revolta de grupos cooperativos, como agricultores e artesãos da cidade de St. Gallen, contra o poder medieval representado pela Casa de Habsburgo.